# العلاقات الكمبودية الكوبية
العلاقات الكمبودية الكوبية هي العلاقات الثنائية التي تجمع بين كمبوديا وكوبا.

## مقارنة بين البلدين
هذه مقارنة عامة ومرجعية للدولتين:
| وجه المقارنة                                              | كمبوديا                   | كوبا                              |
| --------------------------------------------------------- | ------------------------- | --------------------------------- |
| المساحة (كم2)                                             | 181.03 ألف                | 109.88 ألف                        |
| عدد السكان (نسمة)                                         | 16.01 مليون               | 11.48 مليون                       |
| الكثافة السكانية (ن./كم²)                                 | 88.44                     | 104.48                            |
| العاصمة                                                   | بنوم بنه                  | هافانا                            |
| اللغة الرسمية                                             | اللغة الخميرية            | اللغة الإسبانية                   |
| العملة                                                    | ريال كمبودي، دولار أمريكي | بيزو كوبي، بيزو كوبي قابل للتحويل |
| الناتج المحلي الإجمالي (بليون دولار)                      | 22.16 مليار               | 87.13 مليار                       |
| الناتج المحلي الإجمالي (تعادل القوة الشرائية) بليون دولار | 54.37 مليار               |                                   |
| الناتج المحلي الإجمالي الاسمي للفرد دولار أمريكي          | 1.16 ألف                  |                                   |
| الناتج المحلي الإجمالي للفرد دولار أمريكي                 | 3.26 ألف                  |                                   |
| مؤشر التنمية البشرية                                      | 0.555                     | 0.769                             |
| رمز المكالمات الدولي                                      | +855                      | +53                               |
| رمز الإنترنت                                              | .kh                       | .cu                               |
| المنطقة الزمنية                                           | ت ع م+07:00               | 00                                |

## منظمات دولية مشتركة
يشترك البلدان في عضوية مجموعة من المنظمات الدولية، منها:
| علم المنظمة | اسم المنظمة                   | تاريخ انضمام كمبوديا | تاريخ انضمام كوبا |
| ----------- | ----------------------------- | -------------------- | ----------------- |
|             | يونسكو                        | 3 يوليو 1951         | 29 أغسطس 1947     |
|             | الاتحاد البريدي العالمي       | ?                    | ?                 |
|             | منظمة الشرطة الجنائية الدولية | ?                    | ?                 |
|             | الأمم المتحدة                 | 14 ديسمبر 1955       | 24 أكتوبر 1945    |
|             | الاتحاد الدولي للاتصالات      | 10 أبريل 1952        | 16 يناير 1918     |
|             | منظمة حظر الأسلحة الكيميائية  | ?                    | ?                 |
|             | منظمة التجارة العالمية        | ?                    | ?                 |

## وصلات خارجية
- موقع وزارة الخارجية الكمبودية
- موقع وزارة الخارجية الكوبية